# Marvejols
Marvejols (okzitan. Maruèjols) ist eine Kleinstadt und eine Gemeinde (commune) mit 4.752 Einwohnern (Stand 1. Januar 2022) in der Kulturlandschaft des Gévaudan im Département Lozère in der Region Okzitanien in Südfrankreich.

## Lage und Klima
Marvejols liegt auf dem nordwestlichen Ufer des Flusses Colagne in den südlichen Ausläufern des Zentralmassivs am Ostrand des Aubrac-Plateaus in einer Höhe von ca. 680 m. Die nächstgrößere Stadt ist das ca. 25 km (Fahrtstrecke) östlich gelegene Mende; die am Mittelmeer gelegenen Städte Montpellier und Béziers sind knapp 180 km entfernt. Die Stadt verfügt über einen Eisenbahnanschluss an der Bahnstrecke Béziers–Neussargues. Das Klima ist gemäßigt bis warm; Regen (ca. 710 mm/Jahr) fällt übers Jahr verteilt.

## Bevölkerungsentwicklung
| Einwohner                  | 3611 | 4386 | 3955 | 3610 | 5501 | 4667 |
| Quellen: Cassini und INSEE |      |      |      |      |      |      |

Trotz der zunehmenden Mechanisierung der Landwirtschaft in der ersten Hälfte des 20. Jahrhunderts ist die Einwohnerzahl in etwa konstant geblieben.

## Wirtschaft
Während das Umland des Gévaudan und das westlich angrenzende Aubrac in hohem Maße von der Viehwirtschaft (früher überwiegend Schafe, heute mehr Rinder) geprägt sind, siedelten sich in der Stadt Weber und Händler an.

## Geschichte
Das Gebiet wurde bereits in der mittleren Altsteinzeit von durchziehenden Jägern und Sammlern aufgesucht. Auf dem Marktplatz steht ein Menhir, der vom nahegelegenen Plateau de Poujoulet hierhin verbracht wurde. Das kleine Archäologische Museum der Stadt präsentiert einen griechischen Münzfund aus dem 4. Jahrhundert v. Chr., der auf Handelsbeziehungen zu Marseille verweisen könnte. Obwohl die antiken Namen Andaritum und Gabalum überliefert sind, hinterließen Römer und Gallier keine Spuren. Im Jahr 1060 wurde hier ein Priorat gegründet. Später gehörte der Ort zur Vizegrafschaft Grèzes, deren Besitz zwischen den Grafen von Toulouse, dem Bischof von Mende, den Grafen von Barcelona sowie den Königen von Aragón und Frankreich umstritten war. Um das Jahr 1360 wurde die Stadt mit einer mächtigen Mauer umgeben, von der noch drei Stadttore erhalten sind. Im 16. Jahrhundert schlugen sich ihre Einwohner auf die Seite der Protestanten, was im Jahr 1586 beinahe zum Untergang der Stadt geführt hätte. König Heinrich IV. machte diese zu einer Place de Sûreté, unterstützte ihren Wiederaufbau und ernannte sie zur Hauptstadt des Gévaudan.

## Sehenswürdigkeiten

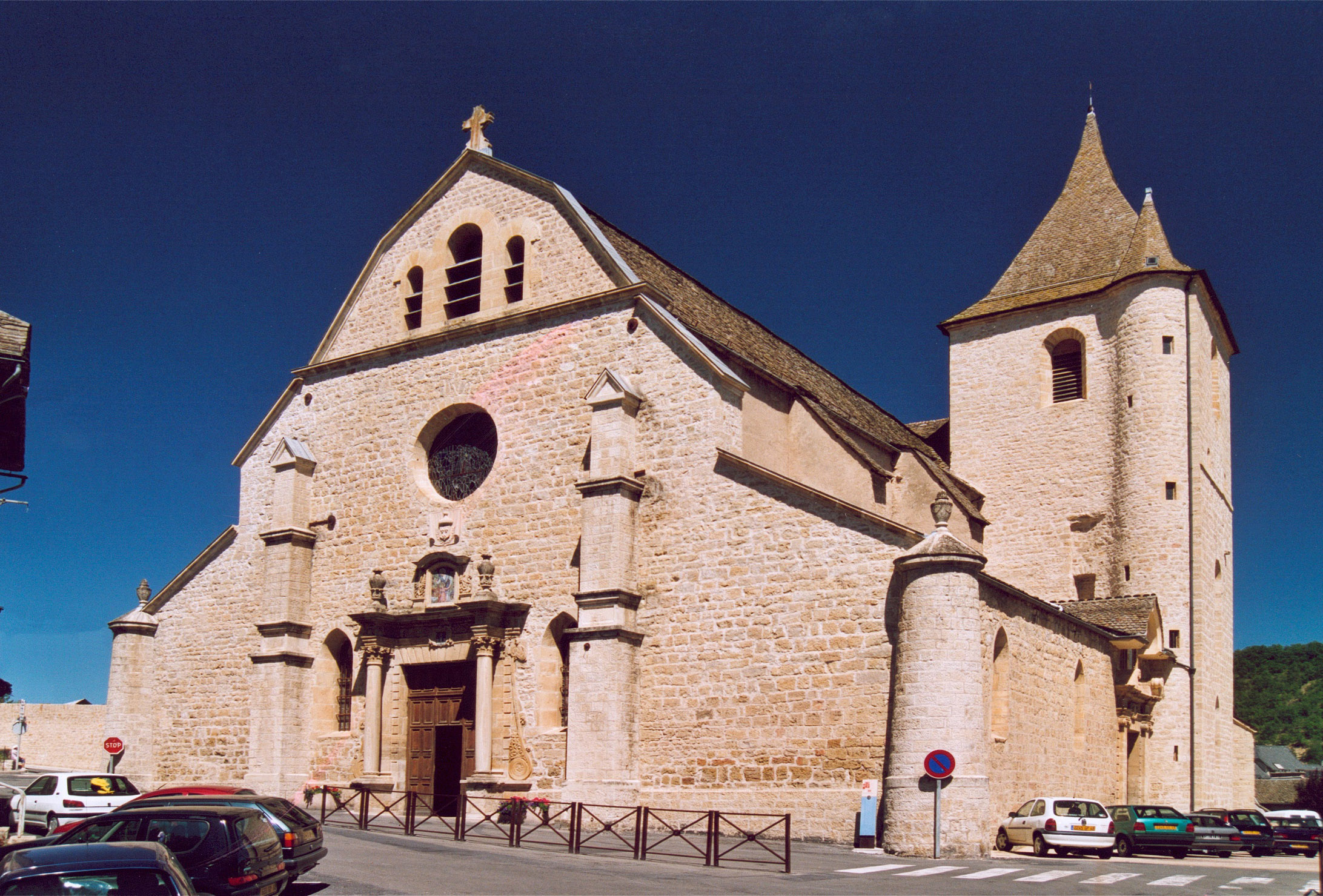
Pfarrkirche Notre-Dame de la Carce (17. Jh.)

- Bedeutendste Sehenswürdigkeiten Marvejols sind die drei Stadttore aus dem 14. Jahrhundert; sie wurden jedoch später immer wieder leicht verändert. In der Porte du Soubeyran ist das kleine Archäologische Museum untergebracht.
- Die im 12. Jahrhundert erbaute ehemalige Prioratskirche Notre-Dame de la Carce wurde im Jahr 1310 in eine Kollegiatkirche umgewandelt. Im Jahr 1586 wurde sie von katholischen Truppen unter dem Befehl des Herzogs Anne de Joyeuse beinahe völlig zerstört. In den Jahren 1654 bis 1681 wurde sie wieder aufgebaut. Die runden Ecktürmchen sind Hinzufügungen des 19. Jahrhunderts.

Umgebung
- Beim ca. 4 km nördlichen gelegenen Ort Valadou befindet sich ein schlecht erhaltener Dolmen.
- Auf dem Gebiet der Nachbargemeinde Saint-Léger-de-Peyre wurde – auch in Erinnerung an die Bestie von Gévaudan – im Jahr 1985 ein Wolfspark (Parc à loups) eingerichtet.

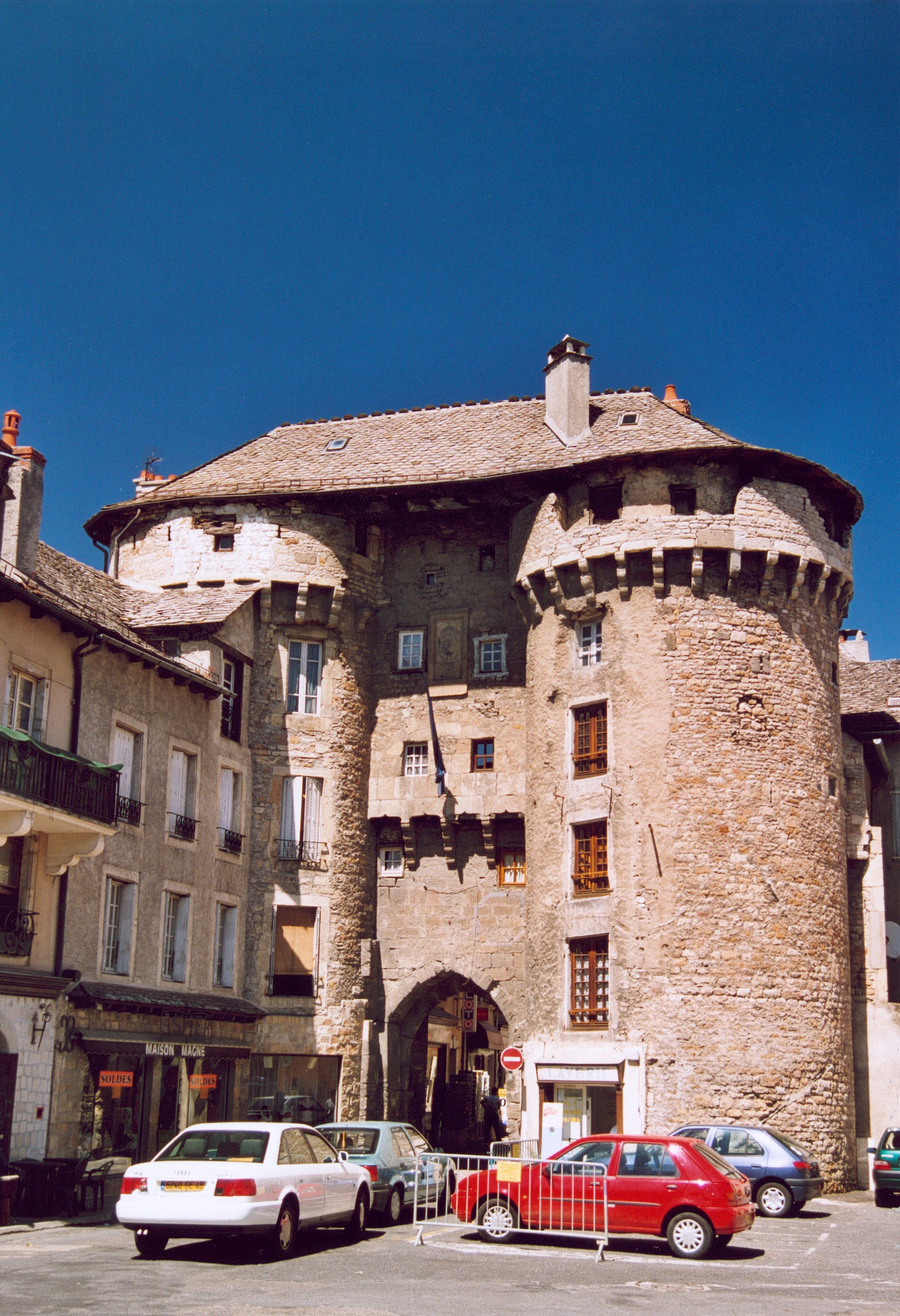
Porte de Chanelles (14. Jh.)
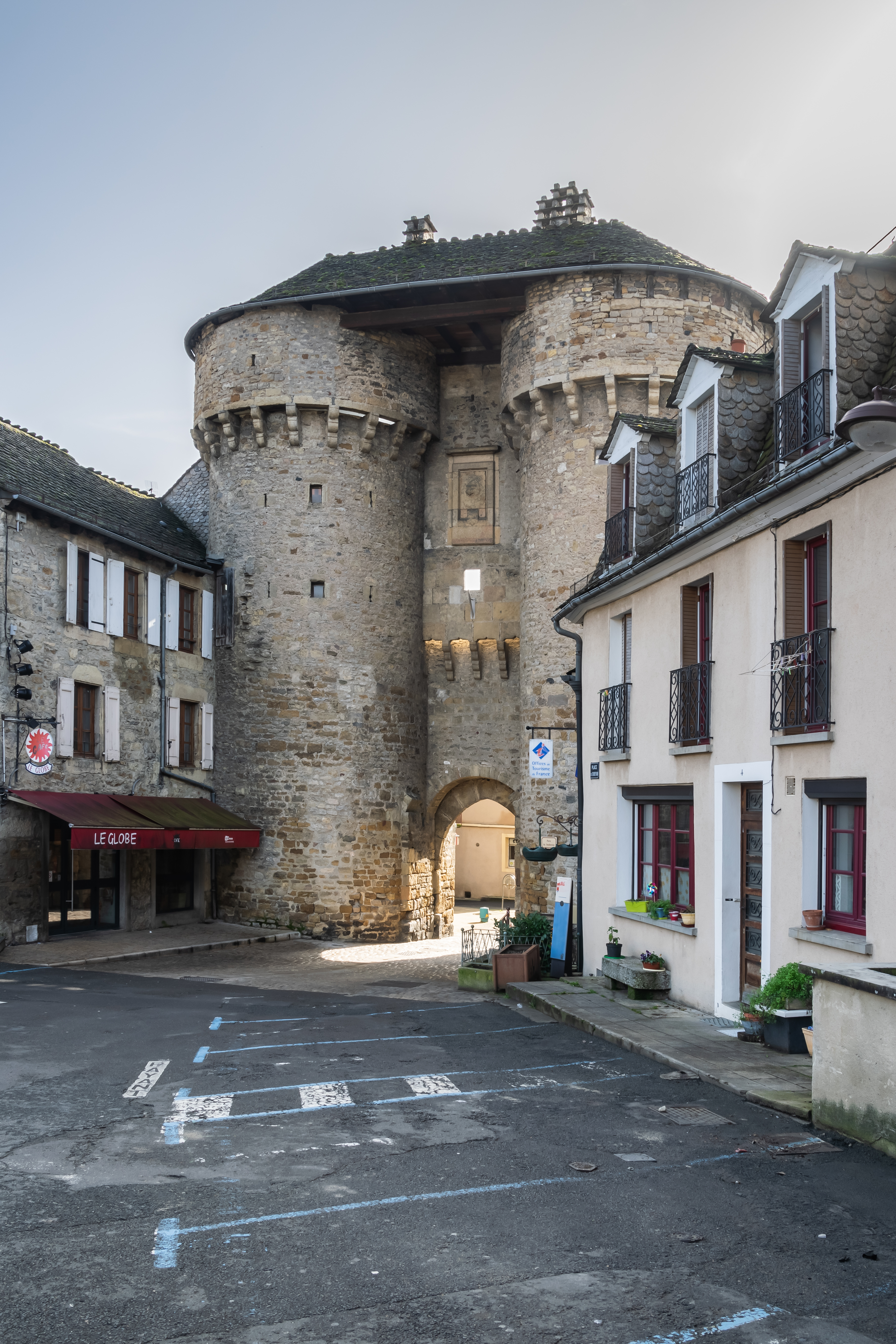
Porte de Soubeyran
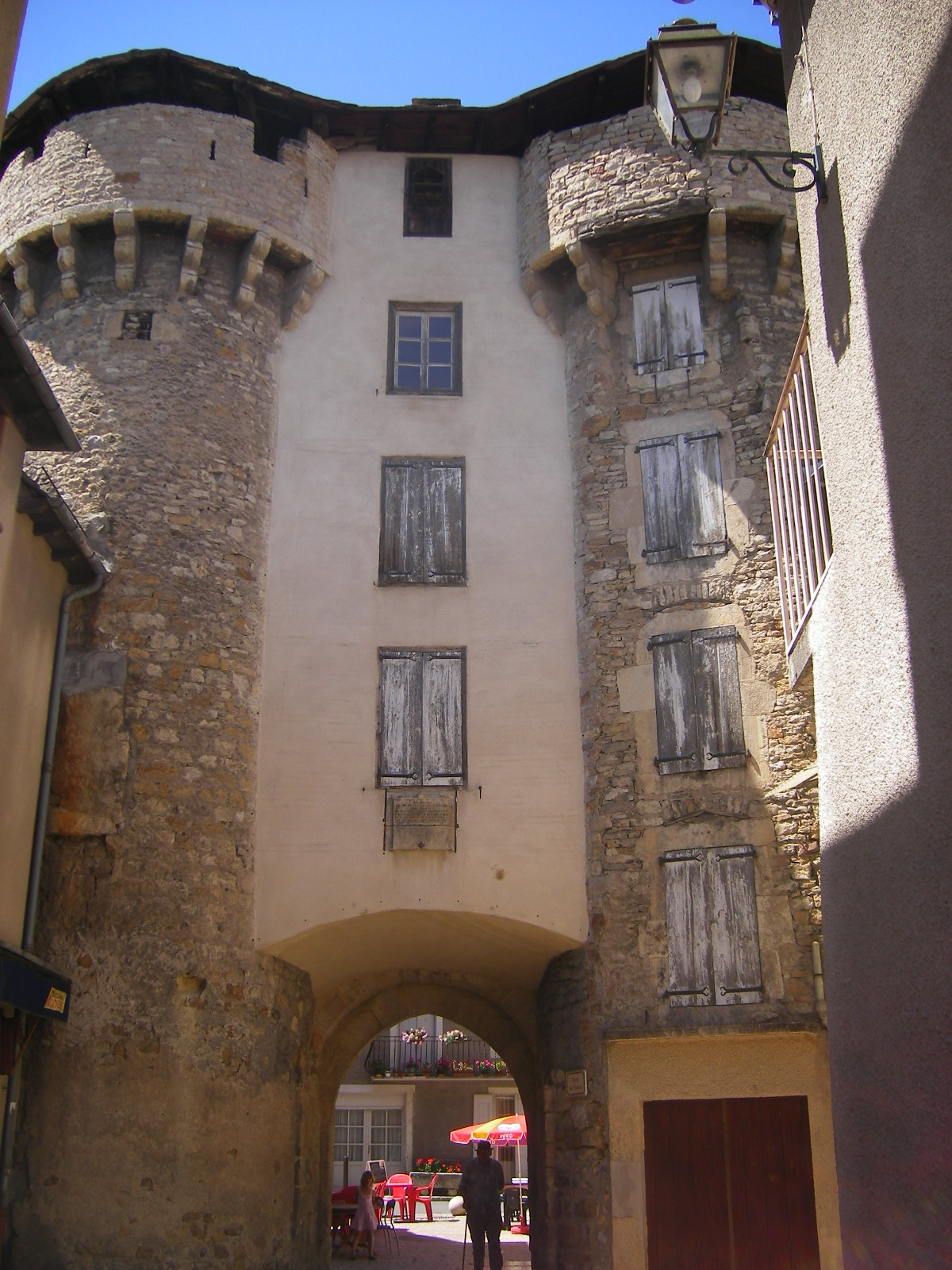
Porte du Théron
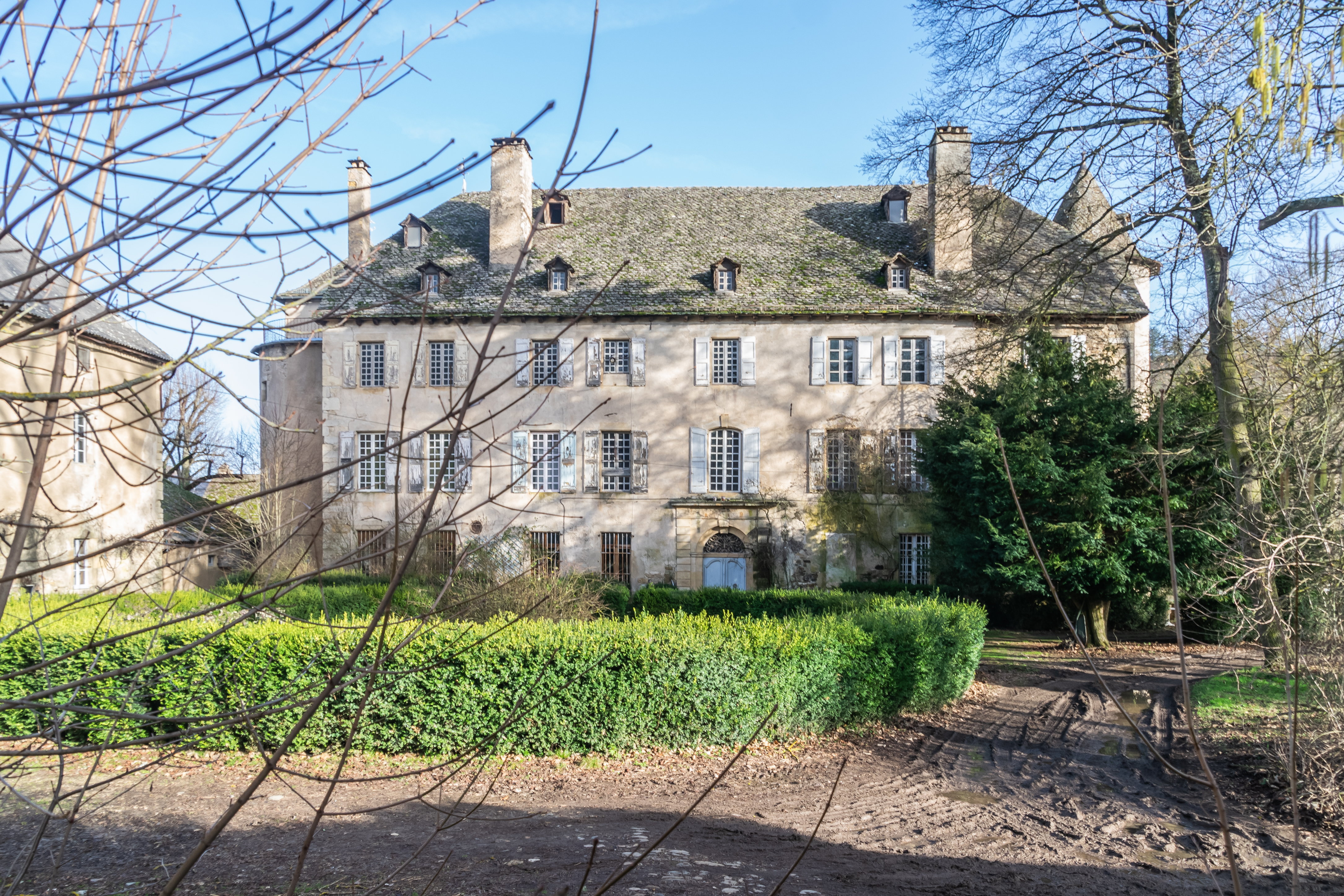
Château de St. Lambert (18./19. Jh.)
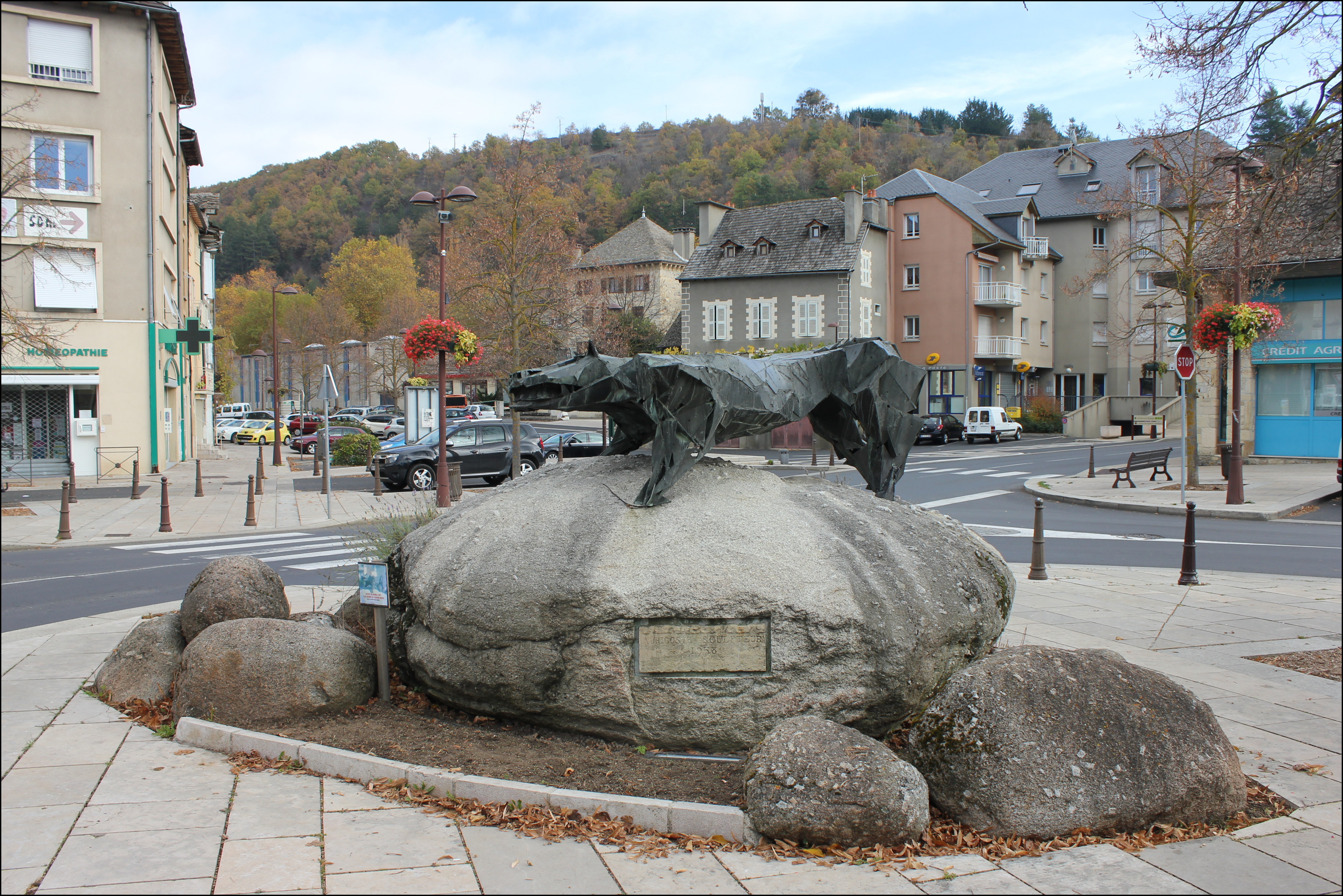
Denkmal für die Bestie von Gévaudan

## Städtepartnerschaft
- Seit 1983 besteht eine Partnerschaft mit Cockermouth in Großbritannien. Im Jahr 2000 erhielt Marvejols den Europapreis für seine Leistungen zur Förderung des europäischen Gedankens.

## Persönlichkeiten
- Charles Grandon (1691–1762); Maler in Lyon
- Armand Blanquet du Chayla (1759–1826); Offizier in den Napoleonischen Kriegen und Vizeadmiral unter Ludwig XVIII.
- Charles Lavigne S.J. (1840–1913); Jesuit, Ordensgründer sowie Apostolischer Vikar und Titularbischof in Indien, später Diözesanbischof von Trincomalee in Sri Lanka.
- Edmond Mendras (1882–1964); Offizier

## Sonstiges
Der Ort ist eine Station auf der Cévennen-Wanderung, die der Schriftsteller Robert Louis Stevenson 1878 in Begleitung eines Esels unternahm und in einem Buch, Reise mit dem Esel durch die Cévennen (erschienen 1879), beschrieben hat.
Marvejols war zudem der Drehort einiger Szenen des im Jahr 1986 erschienenen Spielfilms Betty Blue – 37,2 Grad am Morgen mit Béatrice Dalle und Jean-Hugues Anglade unter der Regie von Jean-Jacques Beineix.